# Forsythe Racing

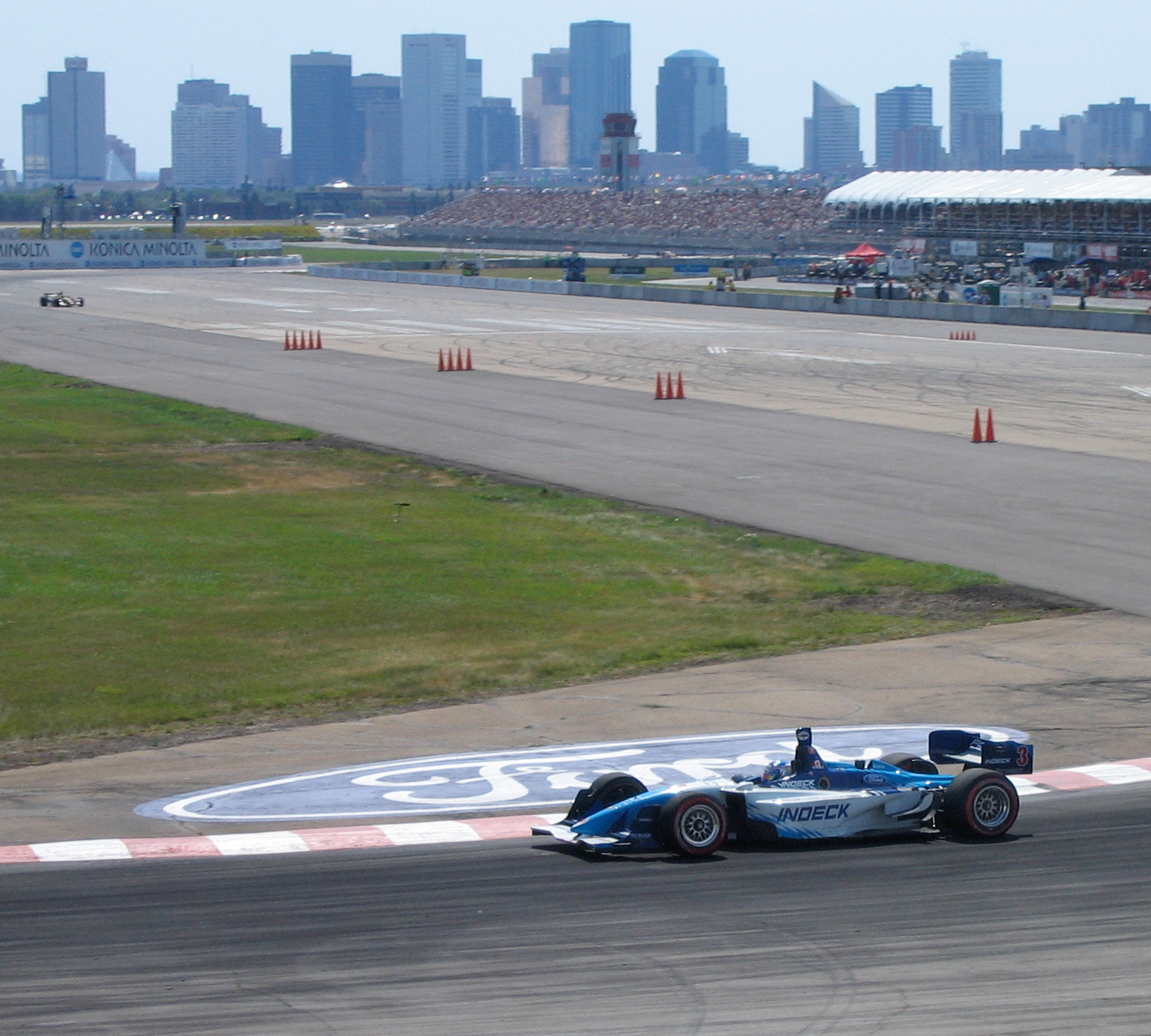
Paul Tracy pilotando para Forsythe en el Gran Premio de Edmonton de 2006

Forsythe Racing (en su último año denominado Forsythe/Petit Racing) fue un equipo de carreras fundado en 1983 por el empresario estadounidense Gerald Forsythe, y que cerró en 2008, compitió en la CART IndyCar World Series hasta su denominación como Champ Car entre 1996 a 2007. También fue conocido por participar en la Indy Lights, contando entre sus pilotos a Teo Fabi, Paul Tracy, Alex Tagliani, Patrick Carpentier, Greg Moore y A. J. Allmendinger.

## Historia

### CART IndyCar World Series: Primeros años y éxitos
El equipo debutó en 1983 en la CART, y se retiró al finalizar la temporada 1985. Su mayor éxito fue en la temporada inaugural, en la que Teo Fabi ganó cuatro carreras, logró la pole position en las 500 Millas de Indianápolis y recibió el título de novato del año.

#### Fusión con Team Green:Forsythe/Green Racing(1993-1995): Título de la serie y éxito en la Indy 500
Forsythe refundó el equipo junto con Barry Green para 1993, esta vez participando de la Fórmula Atlantic con el nombre Forsythe-Green Racing. Al año siguiente pasaron a disputar la CART. A fines de esa temporada, Forsythe y Green decidieron separarse. Green fundó Team Green, equipo con el cual Jacques Villeneuve resultó campeón de 1995. Por su parte, el renacido Forsythe Racing contrató a Greg Moore para disputar la Indy Lights en 1995, llevándose el título tras ganar diez de las doce fechas.

#### CART World Championship Series/Championship Auto Racing Teams:  (1996 - 2003)
Moore finalizó la temporada 1996 de la CART en noveno lugar, y fue el segundo mejor novato tras el campeón absoluto Alex Zanardi. En 1997, Moore ganó dos competencias (Milwaukee y Detroit) y terminó el año en la séptima colocación. Forsythe Racing contrató en 1998 a un segundo piloto, el también canadiense Patrick Carpentier. Moore se llevó dos triunfos (Jacarepaguá y Míchigan) y un quinto puesto final, en tanto que Carpentier puntuó en apenas 6 de 19 fechas y terminó en decimonovena posición.
Forsythe Racing sumó un tercer automóvil en 1999, pilotado por el brasileño Tony Kanaan. Moore y Kanaan lograron una victoria cada uno (Homestead y Michigan), y concluyeron en el 10.º, 11.º y 13.eɽ lugar. En la carrera final en Fontana, Moore perdió el control de su automóvil y murió debido a los daños físicos que sufrió tras impactar contra el muro interno de la pista.
En la temporada 2000, cuatro pilotos condujeron para Forsythe Racing: Carpentier y Alex Tagliani durante todo el año, y Bryan Herta y Memo Gidley de manera esporádica. Los tres primeros compitieron durante todo 2001. Carpentier logró una victoria en Míchigan y terminó en décimo lugar; Tagliani quedó 11º y Herta 22º. En 2002, Carpentier y Tagliani defendieron a Forsythe Racing. El primero ganó en Cleveland y Mid-Ohio, lo que sumado a otros podios le permitió terminar el año en tercera colocación; Tagliani quedó octavo.
Para 2003, Paul Tracy sustituyó a Tagliani y se llevó el título con 7 triunfos en 18 carreras disputadas. Carpentier logró una victoria en Laguna Seca y finalizó la temporada quinto. Rodolfo Lavín se sumó a los dos canadienses en 2004 y concluyó el año en decimocuarto lugar. Carpentier y Tracy terminaron tercero y cuarto tras los dos pilotos de Newman/Haas Racing, que se mostró claramente superior a Forsythe Racing.

### Últimos Años en laChampionship Auto Racing Teams(2004 - 2008) y fin del equipo
Carpentier partió para la IndyCar Series en 2005, al tiempo que Tracy se convirtió en primer piloto de Forsythe, y Lavín perdió su butaca a manos de Mario Domínguez. Este terminó noveno en el clasificador final, con un segundo puesto en Denver y dos cuartos lugares. Tracy ganó en Milwaukee y Cleveland, obtuvo dos segundos lugares y tres terceras posiciones. Sin embargo, un mal final de temporada lo relegó a un cuarto puesto final.
Ese mismo año, Domínguez corrió las cuatro primeras fechas para Forsythe Racing. Luego de ser sancionado por causar un accidente evitable en Milwaukee, Domínguez partió a Dale Coyne Racing y fue sustituido por A. J. Allmendinger. Este ganó cinco de las nueve carreras que corrió para Forsythe Racing. El equipo Red Bull de la NASCAR Cup Series decidió contratarlo para la temporada 2007; Gerald Forsythe lo despidió inmediatamente, de manera que quedó impedido de correr la fecha final en el Autódromo Hermanos Rodríguez y pelearle el subcampeonato a Justin Wilson. Por su parte, Tracy tuvo tres segundos lugares en 2006 pero ninguna victoria, y terminó séptimo. Tras lesionarse previo a la última fecha, también se quedó sin correrla. Allmendinger y Tracy terminaron el campeonato en tercera y séptima colocación, en tanto que David Martínez y Buddy Rice disputaron la carrera final. 
En 2007, Tracy se mantuvo en el equipo y Domínguez retornó. En la tanda de entrenamiento de la segunda fecha de la temporada 2007 en Long Beach,t Tracy se lesionó y debió ser suplido por Oriol Servià en esa carrera y en Houston. Servià permaneció en el equipo para reemplazar a Domínguez, quien había corrido las tres primeras carreras, pero fue sustituido a su vez por Martínez dos fechas del final. Tracy ganó en Cleveland y terminó decimoprimero.

#### Forsythe/Petit Racingy Fin del Equipo
A principios de 2008, el equipo se fusionó con RuSport y cambió su denominación a Forsythe/Pettit Racing. Franck Montagny quedó segundo en Long Beach, Martínez octavo y Tracy undécimo. Como consecuencia de la desaparición de la Champ Car, los dueños del equipo decidieron no pasarse a la IndyCar Series.

## Pilotos Notables

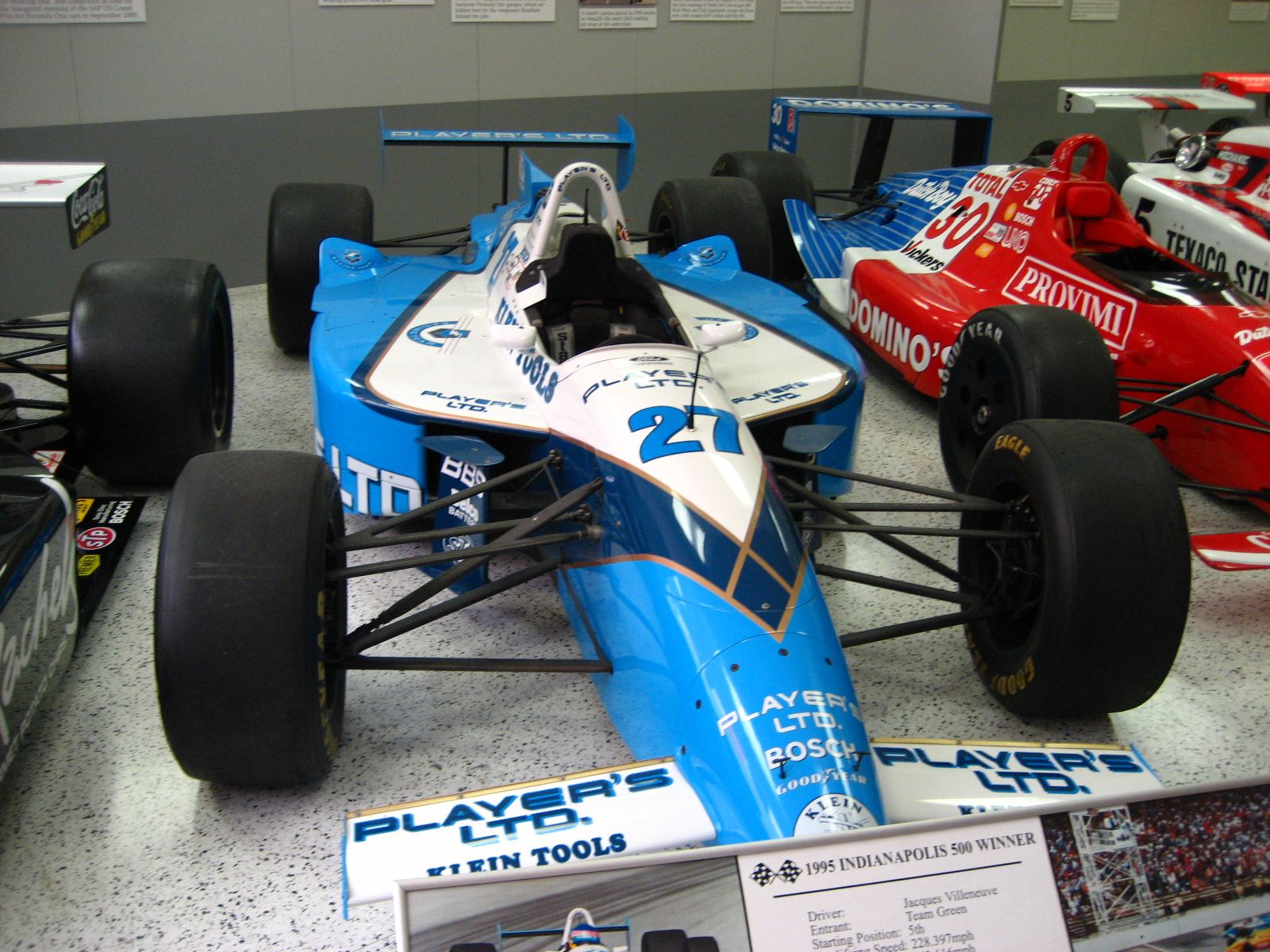
Jacques Villeneuve fue campeón de la serie CART y la Indy 500 en la asociación Forsythe/Green Racing.

- A. J. Allmendinger (2006)
- Patrick Carpentier (1998–2004)
- Kevin Cogan (1984)
- Mario Domínguez (2005–2007)
- Corrado Fabi (1984)
- Teo Fabi (1983–1984, 1995)
- Memo Gidley (2000)
- Bryan Herta (2000–2001)
- Howdy Holmes (1985)
- Tony Kanaan (1999)
- Rodolfo Lavin (2004)
- David Martínez (2006–2008)
- Franck Montagny (2008)
- Greg Moore (1996–1999)
- Jan Lammers (1985)
- John Paul Jr. (1985)
- Héctor Rebaque (1982)
- Buddy Rice (2006)
- Oriol Servià (2007)
- Danny Sullivan (1982)
- Alex Tagliani (2000–2002)
- Paul Tracy (2003–2008) - (1) Título en 2003
- Al Unser Jr. (1982)
- Jacques Villeneuve (1994-1995) - (1) Título en 1995 e Indy 500 de 1995 (En asociación con Team Green)